# Barichneumon aztecus
Barichneumon aztecus là một loài tò vò trong họ Ichneumonidae.